# 印第安納級戰艦
印第安納級戰艦是美國海軍首批仿照歐洲海軍建造的前無畏艦，並裝設有重型裝甲及艦炮。不過印第安納級設計上有諸多缺陷。由於艦級以海岸防衛為主要目標，使艦級欠缺乾舷（Freeboard），難以應付公海大浪環境；裝設的側甲又因乾舷問題容易沉入水線以下，無法提供有效防禦；而艦體更無法平衡13吋火炮的重量，使艦炮無法以最高射擊角度發炮，射程受損。以上種種問題，使印第安納級戰艦多數留在美國近海作戰。
海軍一共建造了三艘印第安納級戰艦。首艦印第安納號及二號艦麻薩諸塞號長時間留在近海執勤，僅參與了美西戰爭；而三號艦俄勒岡號則被派駐遠東，曾在義和團之亂時運載陸戰隊前往大沽。種種服役問題促使國會及海軍進行改良，而艾奧瓦號戰艦 (BB-4)則是按照印第安納級的藍本作大幅改善，使之更適合遠洋作戰。由於改動甚大，艾奧瓦號有時並不被視為印第安納級之一。然而當第一次世界大戰爆發之時，四艘戰艦均已老舊落後，全部沒有派往歐洲海域，而是留在近海訓練。戰後俄勒岡號曾參加西伯利亞遠征，但到1919年所有印第安納級戰艦均告退役。1920年印第安納號及麻薩諸塞號被用作靶艦擊沉；俄勒岡號在1941年出售拆解，以換取更多戰爭物料，其殘存艦體曾在第二次世界大戰充當彈藥運輸艦，最後在1956年於日本拆解。